# Slunjski
Slunjski je hrvatsko prezime toponimskog podrijetla i potječe iz hrvatskog grada Slunja.

## Osobe s prezimenom Slunjski
- Dubravko Slunjski (rođ. 1965.),[4] hrvatski montažer i realizator
- Franjo I. Frankapan Slunjski (1536. – 1572.), hrvatski knez, ban i protuturski vojskovođa
- Maks Slunjski (rođ. 1997.),[5] hrvatski nogometaš
- Željko Slunjski (rođ. 1952.), hrvatski novinar i publicist